# Antje Krause (Leichtathletin)
Antje Krause (* 1. Mai 1972) ist eine deutsche Langstrecken- und Ultraläuferin.

## Leben
Antje Krause wuchs im Erzgebirge auf. Sie studierte Geschichte (Hauptfach) sowie Skandinavistik und Vor- und Frühgeschichte (Nebenfächer) in Marburg und lebt seitdem in der Stadt an der Lahn. Nach einem Jahr im Ausland studierte sie zudem Erziehungswissenschaften und Sozialpädagogik. Zwischenzeitlich schrieb sie für das Magazin laufreport.de.
Nach mehreren Marathonläufen absolvierte Krause 2005 beim Marburger Lahntallauf ihren ersten Ultramarathon und wurde in einer Zeit von 4:03:11 h Deutsche Vizemeisterin. Seit 2010 ist sie in den Disziplinen 100-km-Lauf und 24-Stunden-Lauf Mitglied im deutschen Nationalteam, läuft jedoch auch weiterhin Mittelstrecken und Langstrecken.
Antje Krause ist mit sieben Titeln zusammen mit Helga Backhaus deutsche Rekordmeisterin im 24-Stunden-Lauf. Zudem hält sie mehrere Streckenrekorde bei international besetzten Ultramarathon-Läufen.
Beim 24h-Bahnlauf Barcelona 2016 brach Krause gleich vier deutsche Rekorde. Die insgesamt gelaufenen 235,228 km bedeutenden den zweiten Platz der ewigen deutschen Bestenliste im 24-Stunden-Lauf und Rang fünf der Weltjahresbestenliste. Weiter den deutschen Rekord gesamt auf der Bahn, zuvor bei 225,103 km, und damit auch die Altersklassenbestleistung, sowie den von ihr selbst gehaltenen deutschen Altersklassenrekord im 12-Stunden-Lauf auf der Bahn, den sie um vier Kilometer auf 125,042 km verbessern konnte.
2017 gewann Krause bei den Weltmeisterschaften in Belfast im 24-Stundenlauf die als Senioren-WM ausgeschriebene Altersklassenwertung (W45) und gewann mit der deutschen Mannschaft die Bronzemedaille in der Team-Wertung. Ihre 237,841 km bedeuteten den siebten Rang in der Einzelwertung und persönliche Bestleistung. In Gotha holte sie sich bei den Deutschen Meisterschaften im 24-Stunden-Lauf bei den Frauen mit 219,171 km den 5. Titel in Folge.

## Persönliche Bestzeiten
- 5-km-Straßenlauf: 19:50 min, 2009, Breidenbach
- 10-km-Straßenlauf: 39:56 min, 2011, Griesheim
- 10.000 m: 41:48,0 min, 2009, Wetter (Hessen)
- Halbmarathon: 1:29:10 h, 1. März 2009, Frankfurt am Main
- Marathon: 3:07:44 h, 25. Oktober 2009, Frankfurt am Main
- 50-km-Straßenlauf: 3:50:53 h, 5. März 2011, Marburg
- 100-km-Straßenlauf: 8:09:38 h, 26. März 2017, Seregno (ITA)
- 6-Stunden-Lauf: 74,390 km, 8. November 2009, Troisdorf
- 12-Stunden-Lauf: 125,042 km, 17.–18. Dezember 2016, Barcelona (ESP)
- 24-Stunden-Lauf: 237,841 km, 1.–2. Juli 2017, Belfast (GBR)